# Libertador (película)
Libertador es una coproducción entre Venezuela (Producciones Insurgentes) y España (San Mateo Films), países en donde fue rodada (aunque la trama se desarrolla en, al menos, siete naciones) con colaboración importante de Alemania (WNG Films) y Estados Unidos (Silver Screen). Es una película del género biografía-dramática estrenada en 2013 en el Festival de Cine de Toronto. Está basada en la vida de Simón Bolívar; fue dirigida por Alberto Arvelo Mendoza y protagonizada por Édgar Ramírez, Danny Huston, Gary Lewis, Iwan Rheon, Juana Acosta y María Valverde.
Fue seleccionada como la entrada venezolana a la Mejor Película en Lengua Extranjera en la 87ª edición de los Premios de la Academia, entrando en la lista de finalistas de enero. 

## Sinopsis
“Libertador” muestra la infancia de Bolívar y los momentos que sembraron su determinación para defender los derechos de los pueblos indígenas y esclavos; su posterior matrimonio con María Teresa Rodríguez del Toro y la cicatriz que dejó su prematura muerte. Revela su descenso a una Europa en decadencia antes de que él redescubriera su conciencia social, para regresar a las Américas, donde inició una serie de complicadas campañas militares asociadas a guerras de Independencia.

## Producción

### Casting
Se dispuso de 50 millones de dólares para su realización, de los cuales casi 30 millones de euros vinieron del Viejo Continente, además de traer parte del casting: la actriz española María Valverde (ganadora del Goya en 2003) quien interpretó a María Teresa del Toro, la esposa de Bolívar, mientras que el actor y cantante británico protagonista de la serie Misfits, Iwan Rheon, interpretó al militar independentista irlandés Daniel O'Leary. Se encuentran también el escocés Gary Lewis (Billy Elliot) y los españoles Imanol Arias (nominado al Goya) y Antonio Pardo.
Por Latinoamérica Arvelo reclutó a la colombiana Juana Acosta (El cartel de los sapos), quien da vida a la heroína ecuatoriana Manuelita Sáenz, pareja sentimental de Bolívar así como a Orlando Valenzuela quien interpreta al general Francisco de Paula Santander. Además de contar con la participación del venezolano Edgar Ramírez (ganador del César en 2011), por Erich Wildpred como Antonio José de Sucre. Así mismo, la participación de los actores Alejandro Furth (como Rafael Urdaneta), Steve Wilcox (ambos radicados en Los Ángeles) y Carlos Julio Molina (DJ 13) también da cabida a personajes más cercanos a Hollywood. Por lo mismo, Danny Huston (Furia de titanes), comparte de nuevo escena con Édgar Ramírez.

### Filmación
Participaron 400 mil extras, incluyendo, para las grandes escenas de acción, a los mismos que trabajaron en la saga Piratas del Caribe. Fueron usados cientos de caballos durante el rodaje.
La cinta contó con 100 sets. En España se rodó en Madrid, Cádiz (Barbate, Jerez, Zahara), Sevilla (Carmona, en donde se ambientó el Sitio de Valencia) y en Sierra Nevada. Allá contó con la producción de José Luis Escolar.

### Soundtrack
Gustavo Dudamel compuso la banda sonora. El director de orquestas tiene experiencia en escribir partituras, pero no de largo aliento como la de una obra cinematográfica. 

## Estreno
Para el resto de Hispanoamérica, la película fue doblada al español mexicano.

### Recepción
Obtuvo la nominación a la Mejor Música Original para los Premios Platino 2015.

## Reparto
| Actor                       | Personaje                    |
| --------------------------- | ---------------------------- |
| Édgar Ramírez               | Simón Bolívar                |
| Danny Huston                | Martin Torkington            |
| Gary Lewis                  | Coronel James Rooke          |
| Iwan Rheon                  | Daniel O'Leary               |
| María Valverde              | María Teresa del Toro        |
| Imanol Arias                | Juan Domingo Monteverde      |
| Juana Acosta                | Manuela Sáenz                |
| Erich Wildpred              | Antonio José de Sucre        |
| Alejandro Furth             | Rafael Urdaneta              |
| Orlando Valenzuela          | Francisco de Paula Santander |
| Juvel Vielma                | José Antonio Páez            |
| Carlos Julio Molina (DJ 13) | José Félix Ribas             |
| Manuel Porto                | Francisco de Miranda         |
| Francisco Denis             | Simón Rodríguez              |
| Andrés Gertrúdix            | Fernando VII de España       |
| Zenaida Gamboa              | Hipólita Bolívar             |
| Elisa Sednaoui              | Fanny du Villars             |
| Leandro Arvelo              | Fernando                     |
| Ximo Solano                 | Francisco Vinoni             |
| Steve Wilcox                | Jinete Negro                 |
| Eric Toala                  | Simón Bolívar (niño)         |
| Karina Velásquez            | María Josefa Palacios        |